# Misa i wilki
Misa i wilki (szw. Misa mi, 2003) – szwedzki film wyreżyserowany przez Linus Torell. W Polsce emitowany za pośrednictwem kanału ZigZap.

## Opis fabuły
Misa (Kim Jansson), która po śmierci matki wakacje musi spędzić razem z tatą. Dziewczyna woli jednak pojechać do babci na wieś do Arjeplog. Tam razem z kolegą będzie starała się ocalić przed kłusownikami wilczycę z młodymi.

## Obsada
- Kim Jansson jako Misa
- Lena Granhagen jako Babcia
- Per Nilja jako Gustav
- Magnus Krepper jako Tata
- Sverre Porsanger jako Ojciec Gustava
- Sara Margrethe Oskal jako Mama Gustava
- Anna Maria Blind jako Akku
- Tomas Kärrstedt jako Niila
- Sanna Mari Patjas jako Mia
- Henrik Gustavsson jako Brat ojca Gustava
- Pierre Lindstedt jako Herman Andersson
- Hackim Jakobsson jako Myśliwy 3
- Anton Raukola jako Myśliwy 1
- Ingemar Raukola jako Myśliwy 2